# Bettina Spier
Miriam Bettina Spier (Berlino, 28 febbraio 1960 – 12 agosto 2008) è stata un'attrice e doppiatrice tedesca.

## Biografia
Figlia dell'attrice Almut Eggert e del regista Wolfgang Spier, e sorellastra della doppiatrice Nana Spier, iniziò la sua attività di attrice giovanissima, a 13 anni.
Studiò poi recitazione con Else Bongers, prima di perfezionarsi a New York. Tornata in patria lavorò in teatro col padre. Per il grande schermo ha poi doppiato diverse attrici, tra cui Juliette Binoche, Sophie Marceau, Jane Brucker, Sarah Danielle Madison, Kathy Ireland, Courteney Cox, Alexandra Root.
Alla fine degli anni ottanta si trasferì negli Stati Uniti d'America, dove si occupava della supervisione del doppiaggio tedesco di produzioni statunitensi. Ha recitato anche in serie televisive americane, quali Murphy Brown e La signora in giallo.
Nella serie Ein Heim für Tiere la Spier fu Stefanie Sommer. Doppiò in lingua tedesca dal 1983 al 2005 film come Die Superanmacher, Karate Kid III, Silverado e Dirty Dancing.
Nel 2008 è morta a 48 anni, per un cancro.